# پورت بل

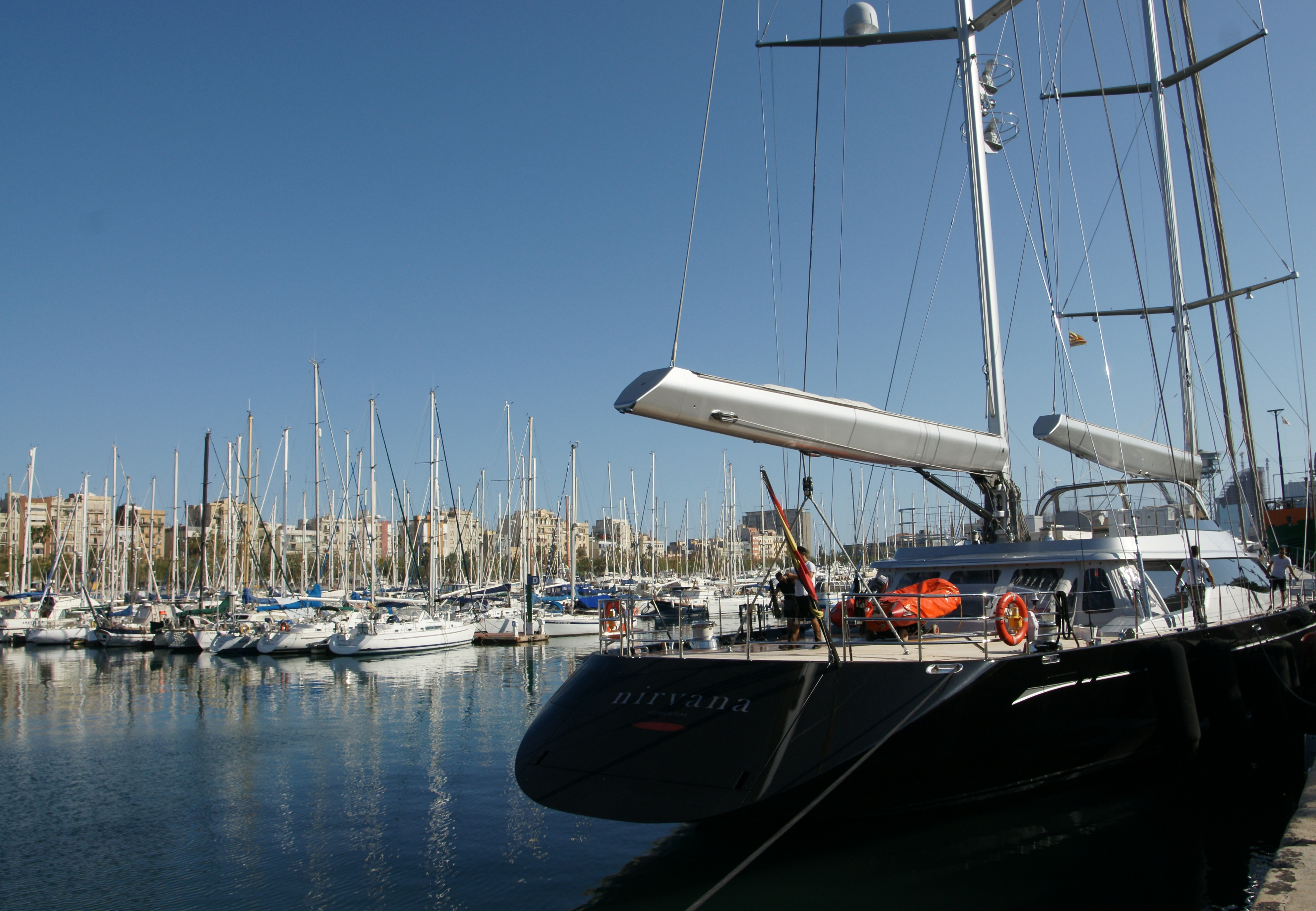
پورت بل

پورت بل (کاتالان: Port Vell تلفظ در کاتالان: [ˈpɔɾd ˈbeʎ]) به‌معنای بندر قدیمی) یک بندر تاریخی و مهم در شهر بارسلون، مرکز منطقه خودمختار کاتالونیا در کشور اسپانیا است و بخشی از بندر بارسلون به‌شمار می‌رود. این بندر در قرن ۱۵ میلادی به‌عنوان یک بندر تجاری و نظامی تأسیس شد اما در دهه‌های اخیر به‌طور کامل بازسازی شده و به یک مقصد محبوب برای گردشگران و ساکنان شهر تبدیل گریده‌است؛ به‌طوریکه سالانه ۱۶ میلیون نفر از این مجموعه دیدن می‌کنند.